# ایناری وورلا
ایناری وورلا (انگلیسی: Einari Vuorela; ۱ ژانویهٔ ۱۸۸۹ – ۱ ژانویهٔ ۱۹۷۲) مؤلف (پدیدآور)، نویسنده، و شاعر اهل فنلاند بود.
وی همچنین برندهٔ جوایزی همچون جایزه اینو لینو شده‌است.